# Ignaz von Döllinger

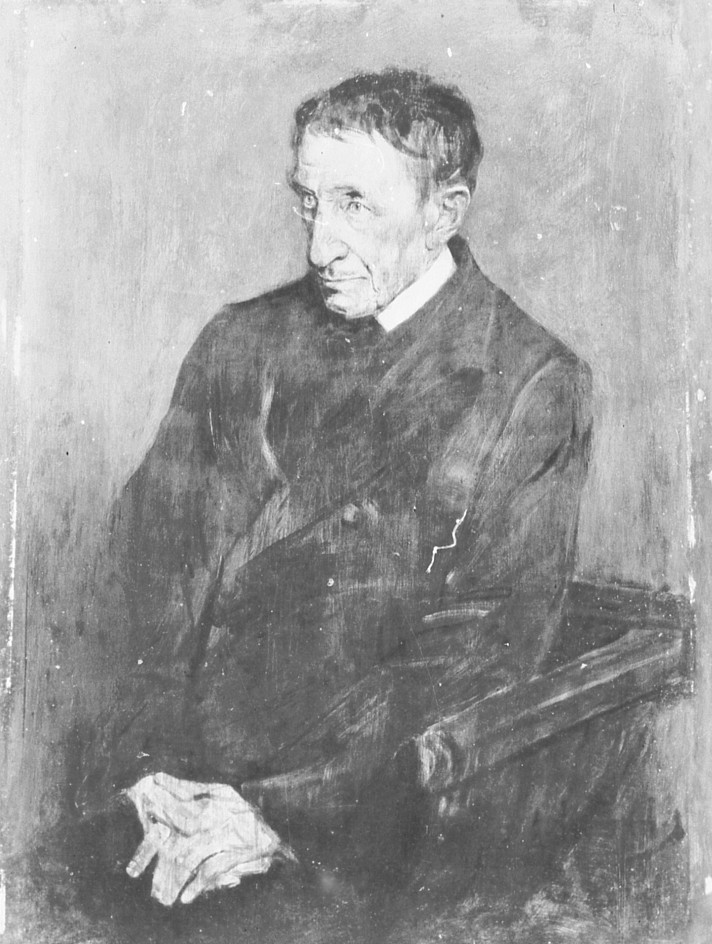
Ignaz von Döllinger, porträtt av Franz von Lenbach.

Johann Joseph Ignaz von Döllinger, född den 28 februari 1799 i Bamberg, död den 14 januari 1890 i München, var en katolsk teolog, historiker och präst. Han var son till Ignaz Döllinger.
Döllinger blev 1827 professor i kyrkohistoria och kyrkorätt  i München. Han fick snart en ledarställning inom den av romantiken påverkade, konfessionellt betonade katolska riktningen. I dess anda verkade von Döllinger som journalist och politiker, han var medlem av bayerska lantdagen från 1845 och av parlamentet i Frankfurt 1848-1849, samt genom sina kyrkohistoriska arbeten. Bland de senare märks Die Reformation (3 band, 1846-48) och Luther (1852, 2:a upplagan 1890). Han bekämpade jesuiternas ultramontanism och satte mot deras nyskolastik och kurialism en nationell tysk katolicism på vetenskaplig grund, tankar som han utvecklade i Die Papstfabeln (1863, 2:a upplagan 1890). 
Trots att han inte blev medlem av Första Vatikankonsiliet 1870, var han en av de farligaste motståndarna till läran om påvens ofelbarhet både genom sina kritiska artiklar före mötet (under signaturen Janus) Der Papst und das Konzil (1869, ny utgåva 1892 under titeln Das Papsttum) som under detsamma genom sina Römische Briefe vom Konzil i Augsburger Allgemeine Zeitung (utgivna i bokform under pseudonymen Quirinus 1870). Då ofelbarhetsdogmen ändå antogs och von Döllinger vägrade underkasta sig blev han exkommunicerad 1871. Han anslöt sig aldrig formellt till gammalkatolikernas samfund men betraktas likväl som dess fader. Han kom senare att intressera sig för kyrkosamfundens återförening och gav uttryck för en helt annan uppskattning av Martin Luther ("en titan i andens värld") än tidigare.